# チェスター (重巡洋艦)
チェスター (USS Chester, CL/CA-27) は、アメリカ海軍の重巡洋艦。ノーザンプトン級の2番艦。艦名はペンシルベニア州の都市チェスターに由来する。

## 艦歴
「チェスター」はニュージャージー州カムデンのニューヨーク造船所で起工した。1929年7月3日にJ. T. ブレインによって進水し、1930年6月24日に艦長アーサー・P・フェアフィールド大佐の指揮下で就役、偵察艦隊に合流する。

### 大戦前
「チェスター」は1930年8月13日にロードアイランド州ニューポートを出航しヨーロッパへ巡航する。バルセロナ、ナポリ、コンスタンチノープル、ファーレロン湾、ジブラルタルを訪問し、10月14日に修理のためペンシルベニア州チェスターに帰還した。偵察艦隊の旗艦として軽巡洋艦部隊に加わり、1931年3月6日にパナマ運河地帯で例年の艦隊演習を視察した海軍長官チャールズ・フランシス・アダムズを戦艦「テキサス (USS Texas, BB-35) 」から乗艦させた。3月22日にフロリダ州マイアミで長官を下ろし、その後フランス海軍の2隻の巡洋艦を護衛してナラガンセット湾での演習に向かう。
ニューヨーク海軍工廠でオーバーホールを受けた「チェスター」は2基のカタパルトが艦中央部に装備された。艦載機と弾薬を搭載したチェスターはハンプトン・ローズを1932年7月31日に出航し西海岸へ向かう。カリフォルニア州サンペドロに8月14日ごろに到着し、通常任務に従事、1934年4月9日に特別任務部隊の旗艦としてサンペドロを出航した。5月31日にニューヨークに到着し大統領フランクリン・ルーズベルトの閲艦を受け、11月9日にサンペドロに帰還した。
1935年9月25日、「チェスター」は11月15日に行われるフィリピン大統領就任式およびフィリピン連邦始政式に出席する陸軍長官ジョージ・ヘンリー・ダーン一行を乗艦させ、サンフランシスコを出発した。マッカーサー将軍は貨客船「プレジデント・フーヴァー (SS President Hoover) 」に乗りフィリピンへ直行するつもりだったが、「チェスター」とダーンは日本に立ち寄った。10月14日、横浜に入港する。同日、フランス海軍の軽巡洋艦「プリモゲ (Primauguet) 」も横浜港に到着した。10月15日、ダーンとフランス極東艦隊司令長官は昭和天皇に拝謁した。10月16日、イギリス海軍の重巡「ドーセットシャー (HMS Dorsetshire, 40) 」が横浜港に到着する。横浜に、外国艦艇の乗組員があふれることになった。10月18日朝、「チェスター」は横浜を出港した。
11月15日の独立記念式典後、陸軍長官を乗せてフィリピンを出発する。グアム、ウェーク島を経由して西海岸にむかった。12月14日にサンフランシスコに帰還、第4巡洋艦隊と共に通常任務に復帰する。
1936年10月28日にサンフランシスコを出航した「チェスター」は11月13日にサウスカロライナ州チャールストンに到着、5日後にアルゼンチンのブエノスアイレス、ウルグアイのモンテビデオを親善訪問するルーズベルト大統領を乗艦させた重巡「インディアナポリス (USS Indianapolis, CA-35) 」に護衛艦として随行する。12月24日にサンペドロに帰還し、その後は西海岸で活動し、艦隊演習やハワイ、アラスカへの訓練巡航を行う。1940年9月23日から1941年1月21日までは東海岸で訓練とオーバーホールを行った。また、「チェスター」は1940年にRCA社製のCXAM レーダー（初期型）を装備した最初の艦艇の1隻となった。2月3日から真珠湾を母港とし、ハワイ海域で訓練を行ったほか5月14日から6月18日までの期間は西海岸への航海をおこなった。10月10日から11月14日までの間、マニラへの増援部隊を乗せた輸送船2隻を護衛した。

### 第二次世界大戦

#### 1941年
チェスターは空母「エンタープライズ (USS Enterprise, CV-6)」 、重巡「ノーザンプトン (USS Northampton, CA-26) 」の第8任務部隊（ウィリアム・ハルゼー中将）に合流して帰投中に、日本軍による真珠湾攻撃がおこなわれた。第8任務部隊は、落伍した日本艦隊を一部でも捕まえられるかも知れないという望みのもとに偵察機を発進させたが、これは無駄骨に終わった。第8任務部隊は12月8日夕刻、すべてが煙と油に包まれ戦艦が痛々しく放置された真珠湾に帰投した。翌12月9日、第8任務部隊はオアフ島北東の捜索に出撃した。12月12日、チェスターの搭載機が潜水艦を爆撃し、駆逐艦「バルチ (USS Balch, DD-363) 」をその現場に誘導。「バルチ」は接触がなくなるまで爆雷攻撃を続けた。

#### 1942年
1942年1月18日～24日まで、「チェスター」は第8任務部隊および空母「ヨークタウン (USS Yorktown, CV-5) 」を基幹とする第17任務部隊（フランク・J・フレッチャー中将）と合同でサモアへの増援部隊の輸送を支援した。その帰途、両任務部隊は日本軍の根拠地の一つであるマーシャル諸島に一太刀浴びせようと計画した（マーシャル・ギルバート諸島機動空襲）。この攻撃が成功すると、日本の南方作戦のスピードが幾分か弱まり、アメリカの士気がいくらか上がると予想された。第8任務部隊は強力な敵が待ち構えていると考えられたクェゼリン環礁、マロエラップ環礁に向かい、第17任務部隊はブタリタリ、ジャルート環礁、ミリ環礁への攻撃に向かった。第8任務部隊は目標手前で3つに分かれ、「チェスター」は駆逐艦2隻とともに第8.3任務群（トーマス・M・ショック大佐）を構成。2月1日、第8.3任務群はマロエラップ環礁タロア島攻撃をおこなった。これに対し日本側は同地の九六陸攻8機が「チェスター」に対して爆撃を行なったが、これは命中しなかった。次いで爆装の九六式戦闘機13機が攻撃を行い「チェスター」に命中弾を与えた。「チェスター」は1発の命中弾を受け8名の戦死者と38名の負傷者を出した。2月3日、修理のため真珠湾に帰投した。
「チェスター」はサンフランシスコまでの護衛任務に従事した後、再び第17任務部隊に加わった。第17任務部隊は5月4日にガダルカナル島・ツラギ攻撃を、5月7日にルイジアード諸島ミシマ島攻撃をおこない、5月8日には珊瑚海海戦を戦った。5月10日、チェスターに駆逐艦「ハムマン (USS Hammann, DD-412) 」から空母「レキシントン (USS Lexington, CV-2) 」の生存者478人が移され、5月15日にトンガ島へ運ばれた。

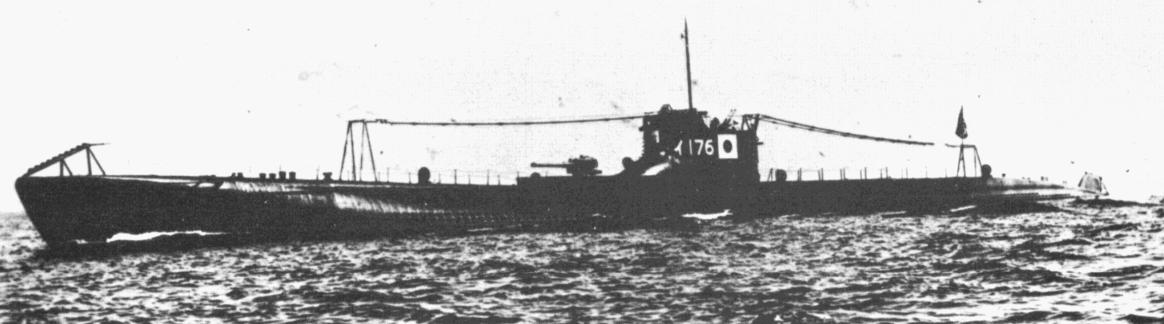
伊176

西海岸でのオーバーホール後、「チェスター」は9月21日にヌメアに着き第62任務部隊に加わった。第62任務部隊は10月2日から4日にフナフティ島上陸を行った。それから、「チェスター」は南に向かい、戦艦「ワシントン (USS Washington, BB-56) 」などで構成された第64任務部隊（ウィリス・A・リー少将）に合流してソロモン諸島での作戦支援を行うこととなった。10月20日夕刻、第64任務部隊は「ワシントン」（旗艦）および軽巡「アトランタ (USS Atlanta, CL-51) 」を中心とする一群と、「チェスター」および重巡「サンフランシスコ (USS San Francisco, CA-38) 」、軽巡「ヘレナ (USS Helena, CL-50) 」を中心とする一群に分かれた。その約2時間後、チェスターはサンクリストバル島南東沖で日本海軍の潜水艦「伊176」に捕捉される。
「伊176」は「戦艦2隻と重巡2隻および直衛駆逐艦」に対し、夜間において魚雷6本を発射した。魚雷1本が「チェスター」の右舷機関室に命中する。11名が戦死、12名が負傷した。田辺は「チェスター」をテキサス型戦艦と判断していた。第64任務部隊には駆逐艦「フレッチャー (USS Fletcher, DD-445) 」などがいたが、「伊176」は爆雷攻撃を受けたものの、逃げ切った。翌10月21日、「チェスター」は第64任務部隊から外され、駆逐艦4隻の護衛の下エスピリトゥサント島に向かい、10月23日に到着。10月29日、更なる修理のためオーストラリアのシドニーへ向かった。12月25日、完全なオーバーホールのためアメリカ本土に向かった。しかし、西海岸の海軍造船所が手一杯だったため、ノーフォーク海軍造船所へ向かった。

#### 1943年

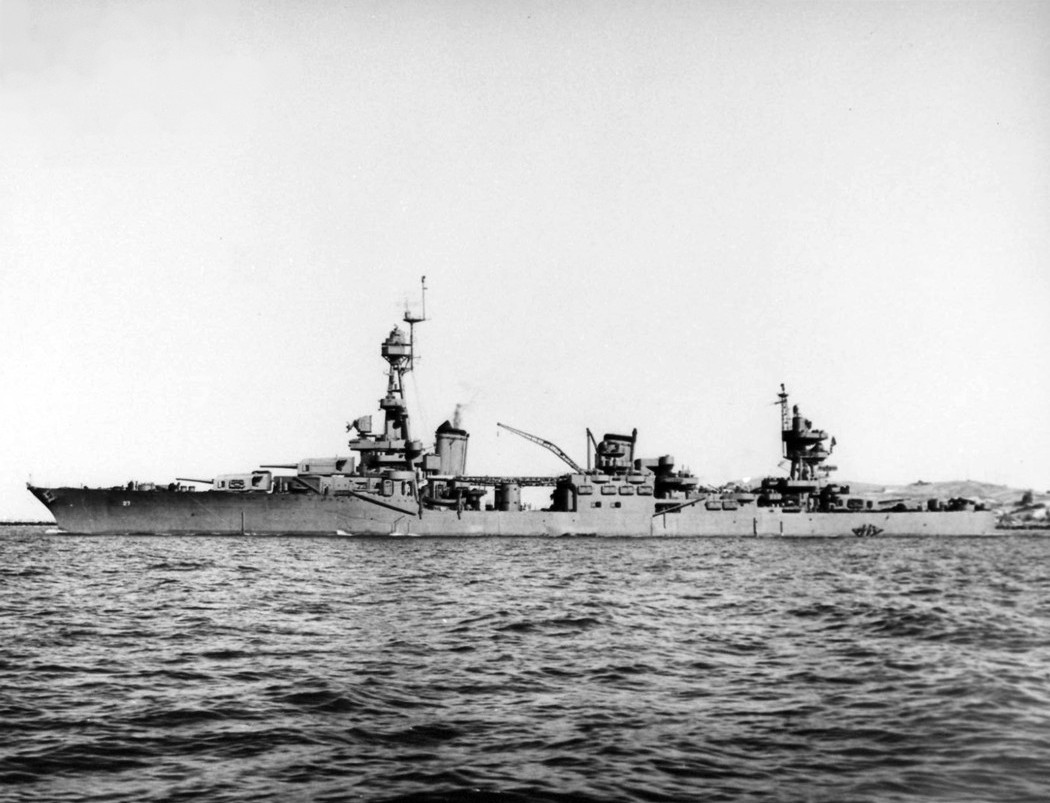
修復された「チェスター」（1943年10月2日）

1943年9月13日、修理を終えた「チェスター」はサンフランシスコに戻り、10月20日までサンフランシスコと真珠湾の間で護衛任務に従事した。11月8日、ギルバート・マーシャル諸島の戦いに参加して真珠湾を出航した。11月21日に潜水艦によって行われたアベママ島上陸を支援し、タラワの戦いを経てギルバート諸島の戦いに終止符が打たれると、マーシャル戦線に転じてマロエラップ環礁、タロア島、ウォッジェ環礁を砲撃。以後、1944年4月25日までマジュロ沖で対潜、対空哨戒にあたった。

#### 1944年
「チェスター」は5月6日から22日までサンフランシスコで短期間のオーバーホールを行い、5月27日にアラスカのアダック島で第94任務部隊に加わった。部隊は6月13日と26日に千島列島の松輪島と幌筵島を砲撃した。それから真珠湾に向かい8月13日に到着した。
8月29日、「チェスター」は重巡「ペンサコーラ (USS Pensacola, CA-24) 」「ソルトレイクシティ (USS Salt Lake City, CA-25) 」および軽空母「モンテレー (USS Monterey, CVL-26) 」とともに第12.5任務群（アレン・E・スミス少将）を構成して出撃し、9月3日にウェーク島へ砲撃を行った。9月6日、エニウェトク環礁に到着し、9月24日まで待機の後。10月6日にサイパン島へ進出。10月9日には南鳥島を砲撃し、サイパン島に戻った。一連の攻撃は、ハルゼー率いる第3艦隊が、アメリカ側の次の目標が小笠原諸島方面等であるかのように装って、日本側の注意を真の目的と違う方向に向けるために行われた。この間、ハルゼーの高速機動部隊は沖縄島と台湾を空襲した後、フィリピンに進撃した。チェスターも第38任務部隊に入り、第38.1任務群（ジョン・S・マケイン中将）に加わってルソン島やサマール島攻撃にあたった。第38.1任務群はレイテ沖海戦前後は休養と整備のためウルシー環礁に帰投しつつあったが、栗田健男中将率いる日本艦隊の出現に伴って、急遽戦場に呼び返された。
レイテ沖海戦終了後、「チェスター」は高速機動部隊の護衛から離れ、11月8日からはウルシー環礁やサイパン島から出撃して硫黄島や小笠原諸島に対して砲撃を繰り返した。11月20日早朝には事件もあった。この日もいつものようにサイパン島経由の硫黄島砲撃のため、「チェスター」「ペンサコーラ」「ソルトレイクシティ」および駆逐艦4隻はウルシー環礁の出入り口の一つであるムガイ水道を東に航行中だった。5時23分、水道東口を哨戒中の掃海艇「ヴィジランス (USS Vigilance, AM-324) 」が潜望鏡と航跡を発見し、通報。これを受け、艦隊は水道を出るとともに之字運動を開始。その後、「チェスター」が550m先に、その右舷を航行していた米駆逐艦「ケース (USS Case, DD-370) 」が艦隊に接近しようと南下する潜望鏡を発見。「チェスター」はこれを押し潰そうとスピードを上げた。「潜航艇が魚雷発射のために占位運動中」と判断した「ケース」は、潜望鏡が「チェスター」を向いたままなのを見て体当たりを決意。「チェスター」は衝突を避けるためスピードを落として進路を変えた。5時38分、「ペンサコーラ」の右舷2,000mの距離で潜望鏡を発見。「ペンサコーラ」はこれを回避した。潜航艇は「ペンサコーラ」の前方を潜航通過して隊列の南側に浮上し、左に大きく旋回して「チェスター」の右正横に移動。「ケース」はここにきて面舵一杯、右舷後進一杯、左舷機前進一杯で急速転舵し、浮上航走中の潜航艇の左側から中央部を艦首でへし折り、続いて旋回しながら爆雷を投下し、これを撃沈した。この潜航艇は潜水艦「伊36」から発進した回天である可能性が高い。

#### 1945年

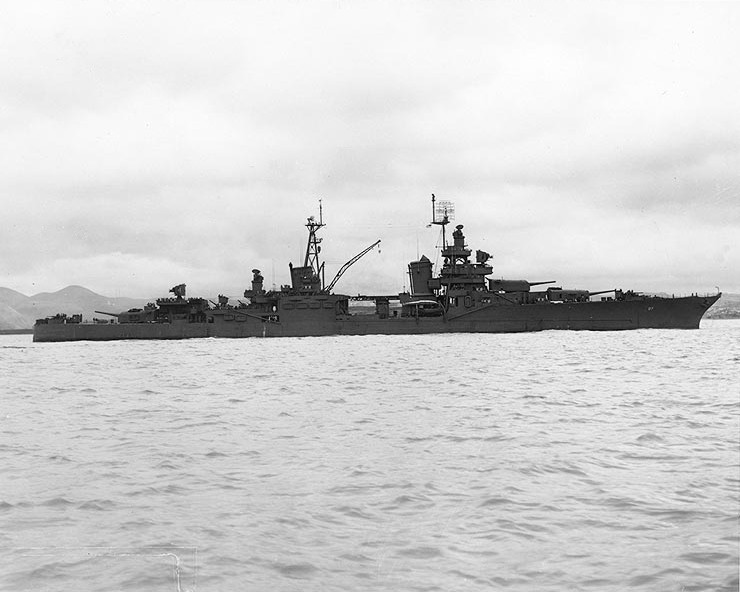
「チェスター」の最終形態。前後のマストの形状が大きく変更されている。1945年5月

1945年に入っても、「チェスター」は2月21日まで硫黄島と小笠原攻撃を行った。2月19日の硫黄島上陸を支援した後、アメリカ本土に向かい、西海岸でオーバーホールを行った。この時のオーバーホールでは、神風対策で40ミリ機関砲の増設とレーダーの更新が行われ、これと同時に増設した機関砲とレーダー機器類と同等の重量物が除去されることとなった。前後のマストはポートランド級重巡洋艦のそれと同等の形状になり、不必要なカタパルトは撤去された。
オーバーホールを終えた「チェスター」は、6月21日にウルシー環礁に戻り、6月27日から沖縄周辺の哨戒や掃海活動の支援をおこなった。7月後半、長江デルタ沖の部隊を支援する部隊に編入された。8月、アリューシャン諸島への航海をおこなった。8月31日に出航し、9月と10月に行われた大湊、青森、函館、小樽への上陸に参加した。

### 戦後
「チェスター」は硫黄島にて復員兵士を乗せ、11月2日にサンフランシスコへ向けて出発し、11月18日に到着した。11月24日から12月17日まではグアムから軍人を運んだ。その後、1946年1月14日フィラデルフィアへ向けて出航し、1月30日に到着した。1946年6月10日に退役し、1959年8月11日に売却された。
「チェスター」は第二次世界大戦の戦功で11個の従軍星章を受章した。